# Pedro Diez Canseco Corbacho
Pedro Nolasco Diez Canseco Corbacho  (Arequipa, 31 de enero de 1815-Chorrillos, 3 de abril de 1893) fue un militar y político peruano, presidente interino del Perú en tres ocasiones. La primera vez fue en 1863, luego en 1865 y finalmente en 1868. Siempre demostró su firme voluntad de entregar el mando al que legítimamente le correspondiera. «Este hombre sencillo, buen padre de familia y buen agricultor, respetaba normas que otros más cultos y mundanos hollaban; y era en el fondo más práctico que los astutos y los inescrupulosos».

## Nacimiento y familia
Fue hijo de Manuel José Diez Canseco Nieto y de María Mercedes Corbacho Abril, pertenecientes a la alta burguesía arequipeña de origen español. Hermano de Francisco Diez Canseco y Manuel Diez Canseco, que fueron también militares y políticos; y de Francisca Diez Canseco, que fue la esposa del presidente Ramón Castilla.
Estudió en el Seminario de San Jerónimo, pero se inclinó por la carrera de las armas.

## Carrera militar
En 1834 se incorporó al ejército para apoyar al gobierno provisorio del general Luis José de Orbegoso que enfrentaba la revolución encabezada por el general Pedro Pablo Bermúdez. Integró el Escuadrón Inmortales, participando en los combates de Miraflores y Cangallo, siendo ascendido a alférez. Al cabo de un año ascendió a teniente y sirvió como ayudante al general Ramón Castilla, pero solicitó su retiro al consumarse la derrota peruana ante los invasores bolivianos en 1836.
Algunos años después, se contó entre los ciudadanos que respaldaron el pronunciamiento efectuado en Arequipa contra la Confederación Perú-Boliviana, el 20 de febrero de 1839.  Se puso al servicio del gobierno restaurador encabezado por Agustín Gamarra. Fue reincorporado al ejército y ascendido a capitán y luego a sargento mayor graduado. En las filas del regimiento de Húsares, combatió a la revolución regeneracionista encabezada por el coronel Manuel Ignacio de Vivanco en Arequipa.
Ascendido a sargento mayor efectivo, acompañó al presidente Gamarra en la campaña contra Bolivia. Luchó en la batalla de Ingavi, donde falleció Gamarra y triunfaron los bolivianos (18 de noviembre de 1841). Aunque el contraataque boliviano al sur peruano fue rechazado y se firmó la paz en 1842, todo ello originó en el Perú un periodo de Anarquía Militar, en la que se disputaron el poder varios generales.
Diez Canseco se puso a órdenes del general Domingo Nieto, participando en la campaña contra el general Juan Crisóstomo Torrico, que culminó victoriosamente en la batalla de Agua Santa (17 de octubre de 1842). Luego se sumó a la revolución constitucional iniciada por Nieto y Castilla contra el Directorio de Manuel Ignacio de Vivanco, que culminó victoriosamente en la batalla de Carmen Alto (22 de julio de 1844).
Se trasladó a Lima con su batallón. Era ya teniente coronel, cuando en 1847, bajo el primer gobierno de Ramón Castilla, fue enviado a custodiar la frontera con Bolivia, amenazada por las maniobras militares del presidente José Ballivián. Culminada esta misión, fue ascendido a coronel, en 1848. Durante varios años ejerció como juez de primera instancia militar del departamento de Arequipa, hasta el estallido de la revolución de 1854 acaudillada por el general Ramón Castilla (que era su cuñado) contra el gobierno del general José Rufino Echenique. Entonces se sumó al bando revolucionario e hizo toda la campaña hasta la batalla de La Palma (5 de enero de 1855). Fue ascendido a general de brigada y nombrado prefecto de Arequipa, cargo que ejerció de 19 de octubre de 1855 a 15 de febrero de 1856.
Iniciado el segundo gobierno de Castilla (inicialmente provisorio), lo defendió combatiendo al movimiento revolucionario acaudillado por el general Manuel Ignacio de Vivanco, el mismo que desembocó en una sangrienta guerra civil (1856-1858). Actuó con plenas facultades en los departamentos del centro, dirigiendo una expedición victoriosa contra los rebeldes de Huanta. Luego fue nombrado inspector general del Ejército. Dos de sus hermanos sirvieron también al presidente Castilla: Manuel, como ministro de Guerra y luego como defensor del Callao; y Francisco, como jefe de la guarnición de Lima y luego como gobernador de las islas Chincha.

## Diputado y senador
Fue diputado del Congreso Constituyente de 1860 por la provincia de Castilla, entre julio y noviembre de 1860 durante el segundo gobierno constitucional de Ramón Castilla. Este congreso elaboró la Constitución de 1860, la séptima que rigió en el país y la que más tiempo ha estado vigente pues duró, con algunos intervalos, hasta 1920, es decir, sesenta años.
Pasó luego a ser senador por Arequipa, siendo elegido vicepresidente de su cámara (1860).

## Segundo vicepresidente de la República
Durante las elecciones presidenciales de 1862, acompañó al candidato gobiernista, general Miguel de San Román, como candidato a la segunda vicepresidencia de la República, mientras que el general Juan Antonio Pezet lo era para la primera vicepresidencia. Realizadas las elecciones, resultó triunfador San Román con abrumadora mayoría de los votos. También Pezet ganó la primera vicepresidencia. Pero en lo que respecta a la segunda vicepresidencia, no hubo la mayoría requerida y el Congreso debió definir la votación entre los dos candidatos, Diez Canseco y Manuel Costas, ganando el primero con 64 votos, contra los 42 obtenidos por su rival. De ese modo se inauguró el gobierno de Miguel de San Román, el 24 de octubre de 1862.
En su calidad de segundo vicepresidente, Diez Canseco asumiría el Poder Ejecutivo en tres breves períodos: 1863, 1865 y 1868, que pasamos a detallar.

## Primera presidencia interina
Al producirse la muerte del presidente Miguel de San Román, el 3 de abril de 1863, se hallaban ausentes los dos vicepresidentes: el primer vicepresidente, general Juan Antonio Pezet, estaba en Francia por motivos de salud, y el segundo vicepresidente, Pedro Diez Canseco, estaba en Arequipa. Mientras Diez Canseco emprendía el viaje de retorno a Lima, se discutió sobre a quién debía corresponderle el gobierno interino de la nación. Los jefes de la guarnición de la capital acordaron entregar el mando al mariscal Ramón Castilla, por ser el militar de más alta graduación. Se temió que Castilla se apoderara indefinidamente del poder, pero se mostró respetuoso de la ley, y no bien llegó Diez Canseco, le entregó el mando, el día 9 de abril.
Diez Canseco nombró un gabinete ministerial encabezado por Juan Antonio Ribeyro (Relaciones Exteriores), e integrado por el coronel Manuel Freyre (Gobierno); Bernardo Muñoz (Justicia); Ignacio Noboa (Hacienda), y el general Manuel de la Guarda (Guerra). Su gobierno interino se prolongó hasta el 5 de agosto de 1863, cuando entregó el poder al primer vicepresidente, Juan Antonio Pezet, que debía completar el mandato de San Román, de acuerdo a la Constitución.

## Segunda presidencia interina

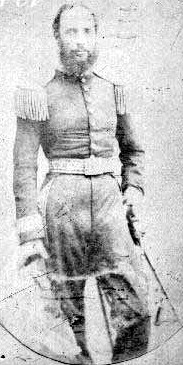
Pedro Diez Canseco en 1866. Foto Archivo Courret.

A raíz de la firma del Tratado Vivanco-Pareja, el 27 de enero de 1865, hubo en todo el país un descontento contra el gobierno de Pezet, pues se consideró que dicho tratado deshonraba a la nación al aceptar las exigencias de España. El 28 de febrero del mismo año se sublevó en Arequipa el coronel Mariano Ignacio Prado, quien se dirigió a Puno y el 25 de abril se proclamó Jefe Supremo. Organizó un ejército llamado «Restaurador de la Honra Nacional», con el que partió al Cuzco y a Ayacucho, preparándose para la toma de la capital, Lima. Simultáneamente, en Chiclayo (norte del Perú), se sublevaba el coronel José Balta, convergiendo igualmente su movimiento revolucionario hacia Lima.
Diez Canseco, que era el segundo vicepresidente, simpatizó con los rebeldes y publicó una proclama que Pezet consideró sediciosa, por lo que tuvo que refugiarse en la legación estadounidense, de donde partió hacia Chile, aunque con el propósito de volver para derrocar a Pezet. En efecto, interrumpió su viaje y desembarcó en Chala, dirigiéndose hacia Ayacucho; allí asumió el mando político de la revolución (24 de junio de 1865), mientras que Prado conservaba la jefatura militar. Balta lo proclamó como «vicepresidente en ejercicio de poder». 
A fines de septiembre se reunieron en Chincha los dos ejércitos revolucionarios, el de Balta y el de Prado, que sumaban en total 10 000 hombres. El 22 de octubre, Prado y Balta marcharon sobre Lima. El 27 llegaron a Chilca y luego a Lurín, donde acamparon. Prado ingresó por Chorrillos, llegó hasta el pie de las viejas murallas e ingresó por la Portada de Guadalupe (hoy primeras cuadras del paseo de la República). La defensa de Lima fue muy débil. El Palacio de Gobierno cayó después de un violento combate de seis horas. Uno de los defensores de palacio fue nada menos que Francisco Diez Canseco, hermano de Pedro. El populacho intervino dedicándose al pillaje y fue en esa ocasión que parte del archivo palaciego se incendió. Pezet, que contaba aún con un ejército, no quiso presentar batalla y se retiró, refugiándose en una corbeta británica surta en el Callao.
El vicepresidente Diez Canseco ingresó triunfante a Palacio el 6 de noviembre de 1865. Conformó su gabinete ministerial, encabezado por Francisco Javier Mariátegui y Tellería (Gobierno) e integrado por José Balta (Guerra), Tomás de Vivero (Hacienda), José Manuel La Puente (Relaciones Exteriores) y José Luis Quiñones (Justicia).
Durante este mandato interino, que fue muy breve (duró solo 28 días), Diez Canseco dio las siguientes medidas:
- Convocó a elecciones presidenciales y a una legislatura extraordinaria del Congreso.
- Disolvió al ejército vencido.
- Decretó el juicio de Pezet, de sus ministros y de quienes hubiesen ejercido funciones públicas.
- A través de la cancillería exigió a la legación británica la entrega de Pezet, pero éste ya había salido del país.

Pero no adoptó decisiones drásticas con respecto al problema con España, que siguió latente. Según su punto de vista, era el Congreso (que había convocado) quien debía decidir la declaratoria de guerra y al parecer quería ganar tiempo esperando la llegada de los nuevos buques de guerra adquiridos en Europa. Ante esta falta de definición, el día 25 de noviembre los jefes del ejército depusieron a Diez Canseco y al día siguiente el pueblo en cabildo abierto reunido en la plaza de Armas proclamó Dictador al coronel Prado.

## Tercera presidencia interina
La dictadura de Manuel Ignacio Prado, cuyo mayor logró fue la solución victoriosa del conflicto con España, pronto se tornó impopular. Proclamó una nueva Constitución, la de 1867, en reemplazo de la Constitución de 1860.
En Arequipa se levantó la ciudadanía, negándose a jurar la nueva Constitución, que fue quemada en la plaza de Armas. En su reemplazo fue proclamada la Constitución de 1860. Era el 11 de septiembre de 1867. Como jefe de la revolución fue reconocido el general Pedro Diez Canseco, por ser el segundo vicepresidente constitucional, según las elecciones de 1862, consideradas las últimas legítimas. Ello, pese a que su periodo legal como vicepresidente había finalizado en 1866.
Prado viajó al sur, con el propósito de sofocar la revolución de Arequipa, mientras se prendía otro foco revolucionario en el norte, en Chiclayo, encabezado por el coronel José Balta. En el Callao se levantó Francisco Diez Canseco, hermano de Pedro.
Prado intentó tomar Arequipa, pero no pudo y después de dos intentos (el último de los cuales sucedió el 27 de diciembre) decidió volver a Lima, con un ejército reducido a 1800 hombres de los 6000 que originalmente lo componían. En Chiclayo también el pueblo resistió el asedio de las fuerzas de gobierno.
Prado, ya de retorno, desembarcó en el Callao el 5 de enero de 1868. Un cabildo abierto demostró el descontento popular a su gobierno, y Prado se vio obligado entonces a renunciar en la persona de su presidente de Consejo de Ministros, general Luis La Puerta, quien a la vez quiso dejar el mando en manos del alcalde de Lima, Antonio Gutiérrez de la Fuente. Pero el día 8 de enero llegó al Callao el general Francisco Diez Canseco, jefe político y militar de los departamentos del centro, quien asumió provisoriamente el poder hasta el día 22 de enero cuando lo entregó a su hermano, el general Pedro Diez Canseco, quien asumió así el mando interino por tercera vez.

### Obras de gobierno
Pedro Diez Canseco conformó su gabinete ministerial de la siguiente manera: Antonio Arenas  (Gobierno), que era el titular del gabinete; José Luis Gómez Sánchez (Hacienda), Juan Manuel Polar y Carasas (Relaciones Exteriores)¸ Bernardo Muñoz (Justicia); y el general Fernando Alvizuri (Guerra). Dando muestras de desprendimiento y civismo, dijo que su labor se orientaría a restaurar el orden constitucional, tras lo cual se retiraría de la vida pública. Así lo cumplió.
Durante este tercer mandato provisional, Diez Canseco hizo las siguientes obras:
- De inmediato restableció la Constitución de 1860, y convocó a elecciones para presidente y vicepresidente de la República y del Congreso, conforme a las anteriores leyes de los colegios electorales.[1]
- Anuló todos los actos administrativos de la dictadura de Prado.[1]
- Contrató al ingeniero estadounidense Henry Meiggs para que construyera el ferrocarril de Mollendo a Arequipa.[30]
- Nombró a Francisco Bolognesi como comandante general de artillería y a Miguel Grau como comandante del monitor Huáscar, buque que llegó por primera vez al Callao el 2 de febrero de 1868.[1]
- Ordenó el traslado de los restos del mariscal Ramón Castilla a Lima, para hacerles solemnes funerales (20 y 21 de junio de 1868).[1]
- Las dificultades económicas lo llevaron a gestionar préstamos de las casas consignatarias del guano.[31]

Diez Canseco no se presentó a las elecciones convocadas por su gobierno, pese a que buena parte de la población así lo deseaba. En dichas elecciones se presentó como candidato el coronel José Balta, el caudillo de la revolución de Chiclayo, ante el cual se alzó la candidatura civil de Manuel Toribio Ureta, quien representaba a los liberales. Otro candidato, también civil, fue Manuel Costas. Triunfó Balta, y Diez Canseco le entregó el mando, el 2 de agosto de 1868. Al entregar el poder a Balta, sintetizó la labor de su gobierno con las siguientes palabras: «Soy un hombre sin aspiraciones ni ambición, me retiro con la conciencia tranquila por haber cumplido mi deber.»
Cumplida su misión, Pedro se retiró a la vida privada, dedicándose a las labores del campo. No participó en la guerra con Chile, debido a su avanzada edad. Falleció a la edad de 78 años, en 1893.

## Descendencia
Su familia, con el paso de los años, se haría más ligada a la política. Sus descendientes más prominentes son: su nieto Víctor Andrés Belaúnde (político e intelectual), su bisnieto Fernando Belaúnde Terry (presidente en dos mandatos no consecutivos: de 1963 a 1968 y de 1980 a 1985, además de fundador del partido político Acción Popular); sus tataranietos, Víctor Andrés García Belaúnde y José Antonio García Belaúnde, ex congresista y ex canciller, respectivamente. 
Asimismo, su hermana Francisca Diez-Canseco Corbacho estuvo casada con el presidente Ramón Castilla y Marquesado. 
Su hermano Manuel Diez Canseco Corbacho tuvo también nutrida descendencia, entre los que se cuentan los políticos Raúl Diez Canseco Terry, Javier Diez Canseco, Francisco Diez Canseco Távara y Anel Townsend Diez Canseco.

## Genealogía
| \| \| \| \| \| \| \| \| \| \| \| \| \| \| \| \| \| \| \| \| 16. Francisco Diez-Canseco y Tejedor \| \| \| \| \| \| \| \| \| \| \| \| \| \| \| \| \| \| \| \| \| \| \| \| \| \| \| \| \| \| \| \| \| \| \| \| \| \| \| \| \| \| \| \| \| \| \| \| \| \| \| \| \| \| 8. Francisco Agustín Diez-Canseco y Gómez-Butrón \| \| \| \| \| \| \| \| \| \| \| \| \| \| \| \| \| \| \| \| \| \| \| \| \| \| \| \| \| \| \| \| \| \| \| \| \| \| \| \| \| \| \| \| \| \| \| \| \| \| \| \| \| \| 17. Juana Gómez-Butrón Mujica y Galdo \| \| \| \| \| \| \| \| \| \| \| \| \| \| \| \| \| \| \| \| \| \| \| \| \| \| \| \| \| \| \| \| \| \| \| \| \| \| \| \| \| \| \| \| \| \| \| \| \| \| \| \| \| \| 4. José Antonio Salvador Diez-Canseco y Moscoso \| \| \| \| \| \| \| \| \| \| \| \| \| \| \| \| \| \| \| \| \| \| \| \| \| \| \| \| \| \| \| \| \| \| \| \| \| \| \| \| \| \| \| \| \| \| \| \| \| \| \| \| \| \| 18. Juan Elías de Moscoso y Gómez-Butrón \| \| \| \| \| \| \| \| \| \| \| \| \| \| \| \| \| \| \| \| \| \| \| \| \| \| \| \| \| \| \| \| \| \| \| \| \| \| \| \| \| \| \| \| \| \| \| \| \| \| \| \| \| \| 9. María Josefa de Moscoso y Zegarra \| \| \| \| \| \| \| \| \| \| \| \| \| \| \| \| \| \| \| \| \| \| \| \| \| \| \| \| \| \| \| \| \| \| \| \| \| \| \| \| \| \| \| \| \| \| \| \| \| \| \| \| \| \| 19. Petronila Zegarra y de la Cuba \| \| \| \| \| \| \| \| \| \| \| \| \| \| \| \| \| \| \| \| \| \| \| \| \| \| \| \| \| \| \| \| \| \| \| \| \| \| \| \| \| \| \| \| \| \| \| \| \| \| \| \| \| \| 2. Manuel José Diez Canseco Nieto \| \| \| \| \| \| \| \| \| \| \| \| \| \| \| \| \| \| \| \| \| \| \| \| \| \| \| \| \| \| \| \| \| \| \| \| \| \| \| \| \| \| \| \| \| \| \| \| \| \| \| \| \| \| 20. Gonzalo Nieto y Martínez de Quintanilla \| \| \| \| \| \| \| \| \| \| \| \| \| \| \| \| \| \| \| \| \| \| \| \| \| \| \| \| \| \| \| \| \| \| \| \| \| \| \| \| \| \| \| \| \| \| \| \| \| \| \| \| \| \| 10. Francisco Nieto y Peñaloza \| \| \| \| \| \| \| \| \| \| \| \| \| \| \| \| \| \| \| \| \| \| \| \| \| \| \| \| \| \| \| \| \| \| \| \| \| \| \| \| \| \| \| \| \| \| \| \| \| \| \| \| \| \| 21. Josefa de Peñaloza y Vélez de Córdova \| \| \| \| \| \| \| \| \| \| \| \| \| \| \| \| \| \| \| \| \| \| \| \| \| \| \| \| \| \| \| \| \| \| \| \| \| \| \| \| \| \| \| \| \| \| \| \| \| \| \| \| \| \| 5. Josefa Manuela Nieto y Hurtado de Mendoza \| \| \| \| \| \| \| \| \| \| \| \| \| \| \| \| \| \| \| \| \| \| \| \| \| \| \| \| \| \| \| \| \| \| \| \| \| \| \| \| \| \| \| \| \| \| \| \| \| \| \| \| \| \| 22. Pedro Hurtado de Mendoza y Zapata \| \| \| \| \| \| \| \| \| \| \| \| \| \| \| \| \| \| \| \| \| \| \| \| \| \| \| \| \| \| \| \| \| \| \| \| \| \| \| \| \| \| \| \| \| \| \| \| \| \| \| \| \| \| 11. Elvira Elena Hurtado-Zapata y Aspe, condesa de Cumbres Altas \| \| \| \| \| \| \| \| \| \| \| \| \| \| \| \| \| \| \| \| \| \| \| \| \| \| \| \| \| \| \| \| \| \| \| \| \| \| \| \| \| \| \| \| \| \| \| \| \| \| \| \| \| \| 23. Elena Aspe y Gutiérrez Daza, condesa de Cumbres Altas \| \| \| \| \| \| \| \| \| \| \| \| \| \| \| \| \| \| \| \| \| \| \| \| \| \| \| \| \| \| \| \| \| \| \| \| \| \| \| \| \| \| \| \| \| \| \| \| \| \| \| \| \| \| 1. Pedro Diez Canseco Corbacho \| \| \| \| \| \| \| \| \| \| \| \| \| \| \| \| \| \| \| \| \| \| \| \| \| \| \| \| \| \| \| \| \| \| \| \| \| \| \| \| \| \| \| \| \| \| \| \| \| \| \| \| \| \| 12. Tomás Sánchez Corbacho \| \| \| \| \| \| \| \| \| \| \| \| \| \| \| \| \| \| \| \| \| \| \| \| \| \| \| \| \| \| \| \| \| \| \| \| \| \| \| \| \| \| \| \| \| \| \| \| \| \| \| \| \| \| 6. Antonio Sánchez-Corbacho y Santisteban \| \| \| \| \| \| \| \| \| \| \| \| \| \| \| \| \| \| \| \| \| \| \| \| \| \| \| \| \| \| \| \| \| \| \| \| \| \| \| \| \| \| \| \| \| \| \| \| \| \| \| \| \| \| 26. Blas Santisteban Madujano \| \| \| \| \| \| \| \| \| \| \| \| \| \| \| \| \| \| \| \| \| \| \| \| \| \| \| \| \| \| \| \| \| \| \| \| \| \| \| \| \| \| \| \| \| \| \| \| \| \| \| \| \| \| 13. María Evarista de Santisteban y Eguiluz \| \| \| \| \| \| \| \| \| \| \| \| \| \| \| \| \| \| \| \| \| \| \| \| \| \| \| \| \| \| \| \| \| \| \| \| \| \| \| \| \| \| \| \| \| \| \| \| \| \| \| \| \| \| 27. Ana María Eguiluz Orihuela \| \| \| \| \| \| \| \| \| \| \| \| \| \| \| \| \| \| \| \| \| \| \| \| \| \| \| \| \| \| \| \| \| \| \| \| \| \| \| \| \| \| \| \| \| \| \| \| \| \| \| \| \| \| 3. María Mercedes Corbacho Abril \| \| \| \| \| \| \| \| \| \| \| \| \| \| \| \| \| \| \| \| \| \| \| \| \| \| \| \| \| \| \| \| \| \| \| \| \| \| \| \| \| \| \| \| \| \| \| \| \| \| \| \| \| \| 28. Antonio Lucas de Abril \| \| \| \| \| \| \| \| \| \| \| \| \| \| \| \| \| \| \| \| \| \| \| \| \| \| \| \| \| \| \| \| \| \| \| \| \| \| \| \| \| \| \| \| \| \| \| \| \| \| \| \| \| \| 14. Francisco de Abril y Maldonado \| \| \| \| \| \| \| \| \| \| \| \| \| \| \| \| \| \| \| \| \| \| \| \| \| \| \| \| \| \| \| \| \| \| \| \| \| \| \| \| \| \| \| \| \| \| \| \| \| \| \| \| \| \| 29. Josefa de Maldonado \| \| \| \| \| \| \| \| \| \| \| \| \| \| \| \| \| \| \| \| \| \| \| \| \| \| \| \| \| \| \| \| \| \| \| \| \| \| \| \| \| \| \| \| \| \| \| \| \| \| \| \| \| \| 7. Escolástica Antonia de Abril y Olazábal \| \| \| \| \| \| \| \| \| \| \| \| \| \| \| \| \| \| \| \| \| \| \| \| \| \| \| \| \| \| \| \| \| \| \| \| \| \| \| \| \| \| \| \| \| \| \| \| \| \| \| \| \| \| 30. Juan Olazábal Araujo \| \| \| \| \| \| \| \| \| \| \| \| \| \| \| \| \| \| \| \| \| \| \| \| \| \| \| \| \| \| \| \| \| \| \| \| \| \| \| \| \| \| \| \| \| \| \| \| \| \| \| \| \| \| 15. María Josepha de Olazábal y Santisteban \| \| \| \| \| \| \| \| \| \| \| \| \| \| \| \| \| \| \| \| \| \| \| \| \| \| \| \| \| \| \| \| \| \| \| \| \| \| \| \| \| \| \| \| \| \| \| \| \| \| \| \| \| \| 31. Hipolita Lorenza de Santiesteban y Eguilus \| \| \| \| \| \| \| \| \| \| \| \| \| \| \| \| \| \| \| \| \| \| \| \| \| \| \| \| \| \| \| \| \| \| \| \| \| \| \| \| \| \| \| \| \| \| \| \| \| \| \| \| |                                                                  |  |  |  |  |  |  |  |  |  |  |  |  |  |  |  |
| |                                                                  |  |  |  |  |  |  |  |  |  |  |  |  |  |  |  |
| | 16. Francisco Diez-Canseco y Tejedor                             |  |  |  |  |  |  |  |  |  |  |  |  |  |  |  |
| |                                                                  |  |  |  |  |  |  |  |  |  |  |  |  |  |  |  |
| |                                                                  |  |  |  |  |  |  |  |  |  |  |  |  |  |  |  |
| | 8. Francisco Agustín Diez-Canseco y Gómez-Butrón                 |  |  |  |  |  |  |  |  |  |  |  |  |  |  |  |
| |                                                                  |  |  |  |  |  |  |  |  |  |  |  |  |  |  |  |
| |                                                                  |  |  |  |  |  |  |  |  |  |  |  |  |  |  |  |
| | 17. Juana Gómez-Butrón Mujica y Galdo                            |  |  |  |  |  |  |  |  |  |  |  |  |  |  |  |
| |                                                                  |  |  |  |  |  |  |  |  |  |  |  |  |  |  |  |
| |                                                                  |  |  |  |  |  |  |  |  |  |  |  |  |  |  |  |
| | 4. José Antonio Salvador Diez-Canseco y Moscoso                  |  |  |  |  |  |  |  |  |  |  |  |  |  |  |  |
| |                                                                  |  |  |  |  |  |  |  |  |  |  |  |  |  |  |  |
| |                                                                  |  |  |  |  |  |  |  |  |  |  |  |  |  |  |  |
| | 18. Juan Elías de Moscoso y Gómez-Butrón                         |  |  |  |  |  |  |  |  |  |  |  |  |  |  |  |
| |                                                                  |  |  |  |  |  |  |  |  |  |  |  |  |  |  |  |
| |                                                                  |  |  |  |  |  |  |  |  |  |  |  |  |  |  |  |
| | 9. María Josefa de Moscoso y Zegarra                             |  |  |  |  |  |  |  |  |  |  |  |  |  |  |  |
| |                                                                  |  |  |  |  |  |  |  |  |  |  |  |  |  |  |  |
| |                                                                  |  |  |  |  |  |  |  |  |  |  |  |  |  |  |  |
| | 19. Petronila Zegarra y de la Cuba                               |  |  |  |  |  |  |  |  |  |  |  |  |  |  |  |
| |                                                                  |  |  |  |  |  |  |  |  |  |  |  |  |  |  |  |
| |                                                                  |  |  |  |  |  |  |  |  |  |  |  |  |  |  |  |
| | 2. Manuel José Diez Canseco Nieto                                |  |  |  |  |  |  |  |  |  |  |  |  |  |  |  |
| |                                                                  |  |  |  |  |  |  |  |  |  |  |  |  |  |  |  |
| |                                                                  |  |  |  |  |  |  |  |  |  |  |  |  |  |  |  |
| | 20. Gonzalo Nieto y Martínez de Quintanilla                      |  |  |  |  |  |  |  |  |  |  |  |  |  |  |  |
| |                                                                  |  |  |  |  |  |  |  |  |  |  |  |  |  |  |  |
| |                                                                  |  |  |  |  |  |  |  |  |  |  |  |  |  |  |  |
| | 10. Francisco Nieto y Peñaloza                                   |  |  |  |  |  |  |  |  |  |  |  |  |  |  |  |
| |                                                                  |  |  |  |  |  |  |  |  |  |  |  |  |  |  |  |
| |                                                                  |  |  |  |  |  |  |  |  |  |  |  |  |  |  |  |
| | 21. Josefa de Peñaloza y Vélez de Córdova                        |  |  |  |  |  |  |  |  |  |  |  |  |  |  |  |
| |                                                                  |  |  |  |  |  |  |  |  |  |  |  |  |  |  |  |
| |                                                                  |  |  |  |  |  |  |  |  |  |  |  |  |  |  |  |
| | 5. Josefa Manuela Nieto y Hurtado de Mendoza                     |  |  |  |  |  |  |  |  |  |  |  |  |  |  |  |
| |                                                                  |  |  |  |  |  |  |  |  |  |  |  |  |  |  |  |
| |                                                                  |  |  |  |  |  |  |  |  |  |  |  |  |  |  |  |
| | 22. Pedro Hurtado de Mendoza y Zapata                            |  |  |  |  |  |  |  |  |  |  |  |  |  |  |  |
| |                                                                  |  |  |  |  |  |  |  |  |  |  |  |  |  |  |  |
| |                                                                  |  |  |  |  |  |  |  |  |  |  |  |  |  |  |  |
| | 11. Elvira Elena Hurtado-Zapata y Aspe, condesa de Cumbres Altas |  |  |  |  |  |  |  |  |  |  |  |  |  |  |  |
| |                                                                  |  |  |  |  |  |  |  |  |  |  |  |  |  |  |  |
| |                                                                  |  |  |  |  |  |  |  |  |  |  |  |  |  |  |  |
| | 23. Elena Aspe y Gutiérrez Daza, condesa de Cumbres Altas        |  |  |  |  |  |  |  |  |  |  |  |  |  |  |  |
| |                                                                  |  |  |  |  |  |  |  |  |  |  |  |  |  |  |  |
| |                                                                  |  |  |  |  |  |  |  |  |  |  |  |  |  |  |  |
| | 1. Pedro Diez Canseco Corbacho                                   |  |  |  |  |  |  |  |  |  |  |  |  |  |  |  |
| |                                                                  |  |  |  |  |  |  |  |  |  |  |  |  |  |  |  |
| |                                                                  |  |  |  |  |  |  |  |  |  |  |  |  |  |  |  |
| | 12. Tomás Sánchez Corbacho                                       |  |  |  |  |  |  |  |  |  |  |  |  |  |  |  |
| |                                                                  |  |  |  |  |  |  |  |  |  |  |  |  |  |  |  |
| |                                                                  |  |  |  |  |  |  |  |  |  |  |  |  |  |  |  |
| | 6. Antonio Sánchez-Corbacho y Santisteban                        |  |  |  |  |  |  |  |  |  |  |  |  |  |  |  |
| |                                                                  |  |  |  |  |  |  |  |  |  |  |  |  |  |  |  |
| |                                                                  |  |  |  |  |  |  |  |  |  |  |  |  |  |  |  |
| | 26. Blas Santisteban Madujano                                    |  |  |  |  |  |  |  |  |  |  |  |  |  |  |  |
| |                                                                  |  |  |  |  |  |  |  |  |  |  |  |  |  |  |  |
| |                                                                  |  |  |  |  |  |  |  |  |  |  |  |  |  |  |  |
| | 13. María Evarista de Santisteban y Eguiluz                      |  |  |  |  |  |  |  |  |  |  |  |  |  |  |  |
| |                                                                  |  |  |  |  |  |  |  |  |  |  |  |  |  |  |  |
| |                                                                  |  |  |  |  |  |  |  |  |  |  |  |  |  |  |  |
| | 27. Ana María Eguiluz Orihuela                                   |  |  |  |  |  |  |  |  |  |  |  |  |  |  |  |
| |                                                                  |  |  |  |  |  |  |  |  |  |  |  |  |  |  |  |
| |                                                                  |  |  |  |  |  |  |  |  |  |  |  |  |  |  |  |
| | 3. María Mercedes Corbacho Abril                                 |  |  |  |  |  |  |  |  |  |  |  |  |  |  |  |
| |                                                                  |  |  |  |  |  |  |  |  |  |  |  |  |  |  |  |
| |                                                                  |  |  |  |  |  |  |  |  |  |  |  |  |  |  |  |
| | 28. Antonio Lucas de Abril                                       |  |  |  |  |  |  |  |  |  |  |  |  |  |  |  |
| |                                                                  |  |  |  |  |  |  |  |  |  |  |  |  |  |  |  |
| |                                                                  |  |  |  |  |  |  |  |  |  |  |  |  |  |  |  |
| | 14. Francisco de Abril y Maldonado                               |  |  |  |  |  |  |  |  |  |  |  |  |  |  |  |
| |                                                                  |  |  |  |  |  |  |  |  |  |  |  |  |  |  |  |
| |                                                                  |  |  |  |  |  |  |  |  |  |  |  |  |  |  |  |
| | 29. Josefa de Maldonado                                          |  |  |  |  |  |  |  |  |  |  |  |  |  |  |  |
| |                                                                  |  |  |  |  |  |  |  |  |  |  |  |  |  |  |  |
| |                                                                  |  |  |  |  |  |  |  |  |  |  |  |  |  |  |  |
| | 7. Escolástica Antonia de Abril y Olazábal                       |  |  |  |  |  |  |  |  |  |  |  |  |  |  |  |
| |                                                                  |  |  |  |  |  |  |  |  |  |  |  |  |  |  |  |
| |                                                                  |  |  |  |  |  |  |  |  |  |  |  |  |  |  |  |
| | 30. Juan Olazábal Araujo                                         |  |  |  |  |  |  |  |  |  |  |  |  |  |  |  |
| |                                                                  |  |  |  |  |  |  |  |  |  |  |  |  |  |  |  |
| |                                                                  |  |  |  |  |  |  |  |  |  |  |  |  |  |  |  |
| | 15. María Josepha de Olazábal y Santisteban                      |  |  |  |  |  |  |  |  |  |  |  |  |  |  |  |
| |                                                                  |  |  |  |  |  |  |  |  |  |  |  |  |  |  |  |
| |                                                                  |  |  |  |  |  |  |  |  |  |  |  |  |  |  |  |
| | 31. Hipolita Lorenza de Santiesteban y Eguilus                   |  |  |  |  |  |  |  |  |  |  |  |  |  |  |  |
| |                                                                  |  |  |  |  |  |  |  |  |  |  |  |  |  |  |  |
| |                                                                  |  |  |  |  |  |  |  |  |  |  |  |  |  |  |  |